# ИСУ-122
ИСУ-122 је совјетски самоходни топ из Другог светског рата.

## Историја
Када је Црвена армија прешла у офанзиву крајем 1942. јавила се потреба за тешким јуришним топовима. Развој таквог возила заснованог на шасији тешких тенкова КВ-1 и ЈС-1 почео је одмах и 14. фебруара 1943. направљен је СУ-152. СУ-152 био је тако користан да је, када је производња тенкова КВ-1 престала, јуришни топ пресађен на његовог наследника, ЈС-1. Резултат је био ИСУ-152, прихваћен у службу лета 1943. На несрећу, совјетска производња хаубице МЛ-20С од 152 mm била је недовољна, док је било сасвим довољно топова А-19 од 122 mm, који су користили исто постоље као МЛ-20. Било је просто поставити А-19 у возило и назвати га ИСУ-122. Тако је ИСУ-122 био сасвим другачији од ранијег СУ-122, наоружаног хаубицом. Заправо, ИСУ-122 био је одличан ловац тенкова, мада је његова главна улога била подршка пешадији. Током 1943-1945. укупно је направљено 4.075 возила ИСУ-122/152.

## Карактеристике
Оригинално возило, ИСУ-152 био је просто СУ-152 премештен на шасију тешког тенка ЈС-1. Борбени одељак био је нешто виши него код СУ-152, оклоп је био дебљи, али количина муниције иста (20 метака). Топ је имао хоризонталну покретљивост од 10 степени и елевацију од -5 до +20 степени. ИСУ-122 био је идентичан, изузев топа А-19 од 122 mm уместо хаубице од 155 mm. Код унапређене верзије ИСУ-122С А-19 је модификован полуаутоматским пуњењем и назван Д-25С, што је повећало фреквенцију паљбе са 1.5 на 3 метка у минуту (ношено је 30 метака). Оба возила имала су ПВ митраљез ДСхК од 12.6 mm.

## У борби
ИСУ-122 и ИСУ-152 са масивним експлозивним зрном били су одлична возила за подршку пешадији, иако је ИСУ-122 са против-оклопним зрном био и одличан далекометни ловац тенкова.